# Museo de Bellas Artes (Córdoba)

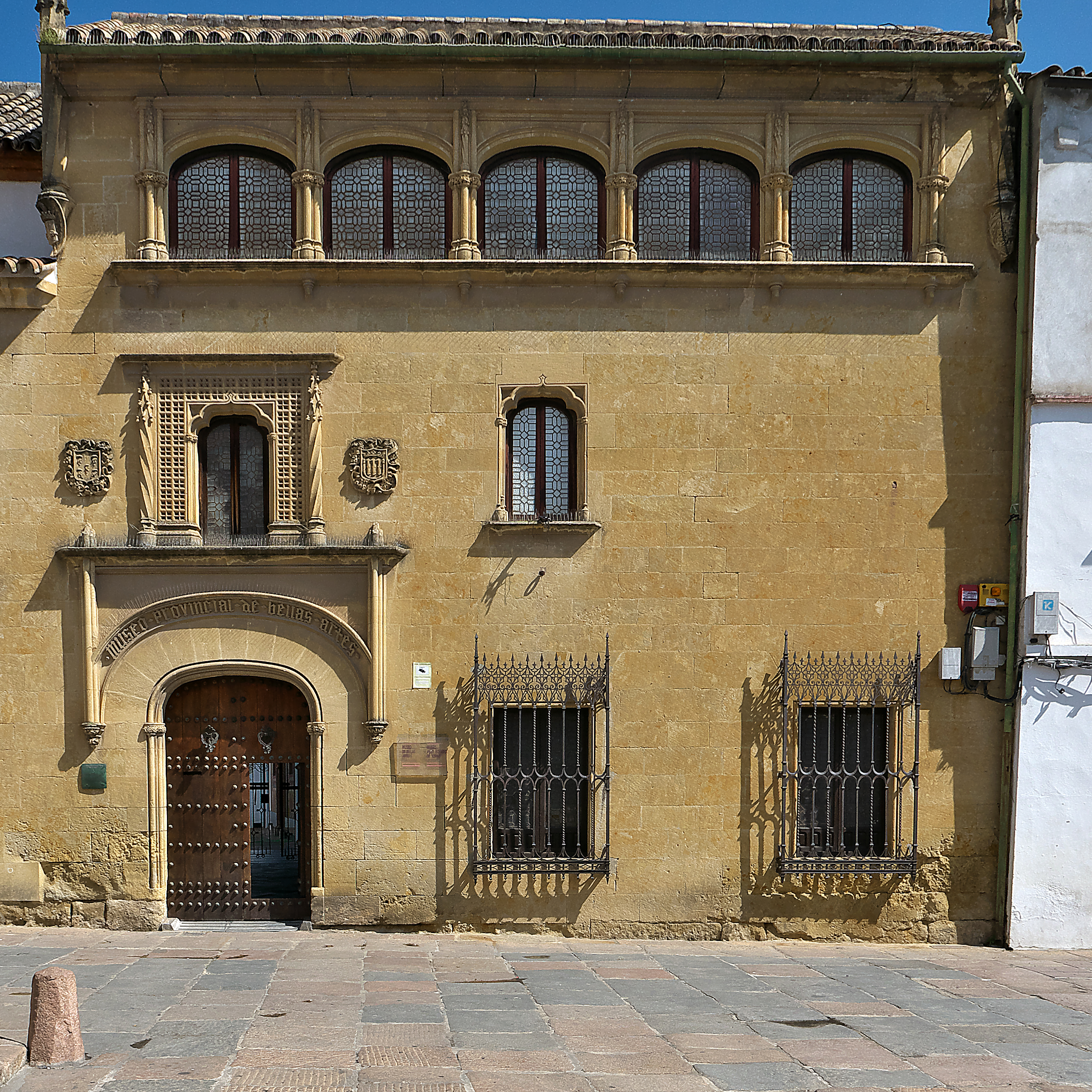

Het Museo de Bellas Artes is een museum voor schone kunsten in het Spaanse Córdoba. Het museum werd geopend in 1844 en bevindt zich sinds 1866 aan de Plaza del Potro. Het museum heeft drie tentoonstellingsruimtes op twee verdiepingen. In het museum worden schilderijen, beeldhouwwerken en tekeningen getoond van de elfde eeuw tot nu.  